# Tapinoma wilsoni
Tapinoma wilsoni es una especie de hormiga del género Tapinoma, subfamilia Dolichoderinae. Fue descrita científicamente por Sharaf & Aldawood en 2012.
Se distribuye por Arabia Saudita. Se ha encontrado a elevaciones de hasta 1930 metros. Vive en bosques de acacia.